# Darling Desperados
Darling Desperados är en fri teatergrupp bildad i Malmö 1987 av Ulrika Malmgren och Katta Pålsson. Teatergruppen drev Dans & Teaterhuset Fakiren i Malmö tillsammans med DIGT. Flera stora uppmärksammade uppsättningar med kända artister har gjorts i ett cirkustält, däribland Bombi Bitt och jag (1992). Mångårig scenograf har Åke Dahlbom varit.

## Uppsättningar i urval
- 1992 – Stjärnor (av Alexandr Galin), Fakiren Malmö, regi Kajsa Bramsvik[2]
- 1992 – Bombi Bitt och jag (av Fritiof Nilsson Piraten), Kiviks marknad, manus och regi Dag Norgård[3]
- 1993 – Baby Jane (av Malin Lagerlöf-Holst), Stockholms stadsteater, regi Ulrika Malmgren och Katta Pålsson[4]
- 1994 – Mästaren och Margaarita (av Michail Bulgakov), Berns, regi Kajsa Bramsvik[5]
- 1995 – Trollkarlen från Oz, Fakiren, Malmö, manus och regi: Katta Pålsson och Ulrika Malmgren[6]
- 1996 – Hollywoodfruar, Fakiren, Malmö, regikonsulter: Gunilla Hellström och Göra Stangertz[7]
- 1998 – Singoalla (fritt efter Viktor Rydberg), tält vid Kaknästornet, regi: Gunilla Röör och Malmgren-Pålsson[8]
- 1999 – Vampyrernas natt, Södra Teatern, regi: Ulrika Malmgren och Katta Pålsson[9]
- 1999 – Jag är ful (av Sergi Belbel), Darlingland bakom Kaknästornet[10]
- 2001 – Crave (av Sarah Kane), Nya Pistolteatern[11]
- 2004 – Skitfin, Södra Teatern, Kägelbanan[12]